# James Mercer
James Mercer, född James Russell Mercer 26 december 1970 i Honolulu, Hawaii, är en amerikansk rockmusiker. Han är sångare, gitarrist och huvudsaklig låtskrivare i det amerikanska indierockbandet The Shins. Han har tidigare också spelat i Blue Roof Dinner, Flake och Flake Music. 
Han är även aktuell i det nya indierockbandet Broken Bells tillsammans med Danger Mouse från Gnarls Barkley.
Mercer föddes i Honolulu och uppfostrades romersk-katolsk, men blev ateist när han var 10 år. Hans far var i USA:s flygvapen. På grund av sin fars utplaceringar gick Mercer på gymnasiet i både England och Tyskland. Han bodde i England från 1985 till 1990.

## Karriär
I början av 1990-talet tillhörde Mercer gruppen Blue Roof Dinner. 1992 grundade Mercer bandet Flake Music (ursprungligen kallat Flake) med trummisen Jesse Sandoval, keyboardisten Marty Crandall och basisten Neal Langford. Tillsammans producerade de albumet When You Land Here, It's Time to Return och turnerade med Modest Mouse och Califone. Strax efter utgivningen av albumet When You Land Here 1999 bildade Mercer The Shins i Albuquerque, New Mexico, som ett sidoprojekt. Projektet började som ett sätt att utforska tre minuters poplåtar med konventionell ackordstruktur. Mercer rekryterade Jesse Sandoval för att spela trummor och de började uppträda som en duo. The Shins spelade med Cibo Matto och The American Analog Set, där Mercer fungerade som bandets primära låtskrivare. När The Shins ökade i popularitet, upplöstes Flake Music så småningom 1999 och Mercer, Sandoval och Langford, som anslöt sig efter Flake Musics upplösning, kunde fokusera helt på The Shins. 2002 flyttade bandet till Portland, Oregon.
Mercer började samarbeta med Danger Mouse 2005 när han spelade på låten "Insane Lullaby" på Danger Mouse / Sparklehorse-albumet Dark Night of the Soul, som inte släpptes officiellt förrän i juli 2010. Efter att ha arbetat tillsammans på albumet i september 2009 tillkännagav Mercer och Danger Mouse ett nytt projekt med namnet Broken Bells, och den 9 mars 2010 släpptes deras självbetitlade debutalbum Broken Bells. De släppte också ett andra album tillsammans den 4 februari 2014 med titeln After the Disco.
Av musikaliska influenser uppger Mercer The Smiths, The Cure, Echo & the Bunnymen, The Beach Boys, The Beatles, The Zombies och The Jesus and Mary Chain.